# Sven Larsson (oftalmolog)
Sven Valfrid Larsson, född 26 maj 1893 i Stockholm, död där 9 februari 1976, var en svensk oftalmolog.
Sven Larsson var son till direktören Anders Valfrid Larsson. Efter studentexamen vid Södermalms högre allmänna läroverk 1911 började han året efter studera vid Karolinska Institutet och blev medicine kandidat där 1915. Larsson arbetade 1919–1921 som tillförordnad amanuens vid Serafimerlasarettets ögonpoliklinik och blev 1921 medicine licentiat och legitimerad läkare. Han blev samma år marinläkare av andra graden och arbetade som underläkare vid Sabbatsbergs sjukhus ögonavdelning 1921–1924. 1924–1926 var Larsson amanuens vid Karolinska Institutets oftalmiatriska klinik och 1926–1931 extra underläkare vid Serafimerlasarettets ögonklinik. Han blev 1930 medicine doktor och docent i oftalmiatrik vid Karolinska Institutet och var föreståndare för Serafimerlasarettets ögonpoliklinik 1932–1936. Periodvis uppehöll han 1932–1935 professuren i oftalmiatrik vid Karolinska Institutet och var 1936–1959 professor i oftalmiatrik vid Lunds universitet. Larsson blev 1938 marinläkare av första graden, var 1944–1960 ledamot av försvarets vetenskapliga råd, 1946–1950 ledamot av synkravskommissionen. Han utnämndes 1948 till professor i oftalmiatrik vid Karolinska Institutet men kom aldrig att tillträda professuren. 1948–1953 var han ledamot av läkarutbildningskommissionen och 1949–1953 ledamot av statens forskningsråd. 
Sven Larsson blev 1937 ledamot av Kungliga Fysiografiska Sällskapet i Lund. Han är begravd på Nacka norra kyrkogård.